# 邊緣禁地 (電影)
是一部2024年美國科幻動作喜劇片，由艾利·羅斯執導，並與喬·克龍比共同編劇。該片改編自Gearbox軟體的同名遊戲系列，主演陣容包括凱特·布蘭琪、凱文·哈特、傑克·布萊克、雅瑞安娜·葛林布雷、佛洛里安·蒙特亞努與潔美·李·寇蒂斯。
該片2024年8月6日在洛杉磯首映，2024年8月9日在美國由獅門發行。電影收穫惡評為主的評價，編劇、製作、角色刻畫、和遊戲原作相脫節的設定遭受影評界的抨擊，並入圍第45屆金酸莓獎六項獎項。

## 演員
- 凱特·布蘭琪飾演莉莉絲（Lilith）
  - 瑞安娜·艾瑪·巴拉（Riana Emma Balla）飾演年幼的莉莉絲
- 凱文·哈特飾演羅蘭（Roland）
- 傑克·布萊克聲演小吵鬧（英语：Claptrap）
- 艾格·拉米瑞茲飾演阿特拉斯（Atlas）
- 雅瑞安娜·葛林布雷飾演小蒂娜（Tiny Tina）
- 佛洛里安·蒙特亞努飾演克里格（Krieg）
- 吉娜·葛森（英语：Gina Gershon）飾演諾克斯指揮官（Commander Knoxx）
- 潔美·李·寇蒂斯飾演派翠西亞·坦尼斯博士（Dr. Patricia Tannis）
- 海莉·班奈特飾演莉莉絲之母
- 巴比·李（英语：Bobby Lee）飾演賴瑞（Larry）
- 奧利維爾·里希特斯飾演克洛姆（Krom）
- 詹妮娜·加萬卡飾演瘋狂摩西（Mad Moxxi）
- 夏恩·傑克遜飾演雅各布斯（Jakobs）
- 查尔斯·巴巴洛拉（英语：Charles Babalola）飾演錘鎖（Hammerlock）
- 班傑明·拜倫·戴維斯飾演馬克斯（Marcus）
- 史蒂文·博耶（英语：Steven Boyer）飾演史庫特（Scooter）
- 萊揚·雷蒙德（英语：Ryann Redmond）飾演艾莉（Ellie）

此外，在《邊緣禁地3》中為佩恩（Pain）配音的佩恩·吉列特客串了一名監督婚禮的傳教士。

## 製作

### 發展
2015年8月，宣佈獅門正在製作一部改編自《邊緣禁地》的電影，由阿里·阿拉德和阿維·阿拉德擔任製片人。2020年2月，宣佈該片將由艾利·羅斯執導，克雷格·麥辛編劇。5月，凱特·布蘭琪為飾演角色莉莉絲進行洽談，並於同月底確認出演電影。2021年1月，凱文·哈特加盟演員陣容。2月，潔美·李·寇蒂斯和傑克·布萊克加盟演員陣容。3月，雅瑞安娜·葛林布雷、佛洛里安·蒙特亞努和海莉·班奈特加盟演員陣容。

### 拍攝
主體拍攝於2021年4月1日在匈牙利開始進行。
2023年1月，提姆·米勒接手執導本片為期兩週的補拍，羅斯則為了拍攝長片《恐怖感恩劫》（2023年）而不回歸參與補拍作業，但仍給予米勒祝福。2023年6月，麥辛從該項目中刪去了自己的名字，並使用化名喬·克龍比（Joe Crombie）。

## 發行
《邊緣禁地》2024年8月9日由獅門安排在美國院線上映。2022年11月9日進行了內部試映。

## 迴響

### 評價
爛番茄根據165條評論，本片獲得10%的新鮮度，平均得分3.3／10，觀眾的好評度為36%，平均得分2.4／5。在Metacritic上，本片獲得26分。

## 外部連結
- 互联网电影数据库（IMDb）上《邊緣禁地》的资料（英文）
- Metacritic上《邊緣禁地》的資料（英文）
- 爛番茄上《邊緣禁地》的資料（英文）
- Box Office Mojo上《邊緣禁地》的資料（英文）
- 開眼電影網上《邊緣禁地》的資料（繁體中文）
- 豆瓣电影上《邊緣禁地》的資料 （简体中文）